# Stormossen Finndalen
Stormossen Finndalen este o arie protejată (arie specială de conservare — SAC, sit de importanță comunitară — SCI) din Suedia întinsă pe o suprafață de 436,6 ha, integral pe uscat.

## Localizare
Centrul sitului Stormossen Finndalen este situat la coordonatele 59°34′57″N 14°00′23″E / 59.5825°N 14.0063°E.

## Înființare
Situl Stormossen Finndalen a fost declarat sit de importanță comunitară în ianuarie 2002 pentru a proteja un număr necunoscut de specii din flora spontană și fauna sălbatică aflate în arealul zonei. Situl a fost protejat și ca arie specială de conservare în martie 2011.

## Biodiversitate
Situată în ecoregiunea boreală, aria protejată conține 3 habitate naturale: Turbării active, Taiga vestică, Lacuri și iazuri distrofice naturale.
La baza desemnării sitului se află un număr nedeclarat de specii protejate.